# Percy Austin
Percy Charles Austin (* 1. Juli 1903 in Watford; † 15. August 1961 in St Albans) war ein englischer Fußballspieler.

## Karriere
Austin spielte für den Klub Farnham United Breweries, der 1924 und 1925 die Surrey Senior League gewann und in der Spielzeit 1925/26 in der ersten Hauptrunde des FA Cups gegen Swindon Town mit 1:10 unterlag. Im Januar 1926 kam der Mittelstürmer zum Londoner Klub Tottenham Hotspur. Seinem Debüt für das Profiteam im November 1927 in einem Spiel zu Gunsten des London Professional Football Charity Fund folgte am 31. Dezember 1927 sein einziges Spiel in der Football League First Division. Bei einer 2:3-Auswärtsniederlage gegen Birmingham City debütierte er gemeinsam mit Jimmy Armstrong, als die Spurs zahlreiche verletzungsbedingte Ausfälle zu kompensieren hatten. Im Mai 1928 endete seine Zugehörigkeit zu den Spurs, über seine weitere Laufbahn ist nichts bekannt.